# واندا کوچسکا
واندا کوچسکا (لهستانی: Wanda Koczeska؛ ‏ ۱۷ فوریهٔ ۱۹۳۷ – ۱۵ دسامبر ۲۰۰۸) بازیگر اهل لهستان بود.
از فیلم‌ها یا مجموعه‌های تلویزیونی که وی در آن‌ها نقش داشته‌است می‌توان به «جادوگران بی‌گناه» اشاره نمود.